# Franz Tappeiner

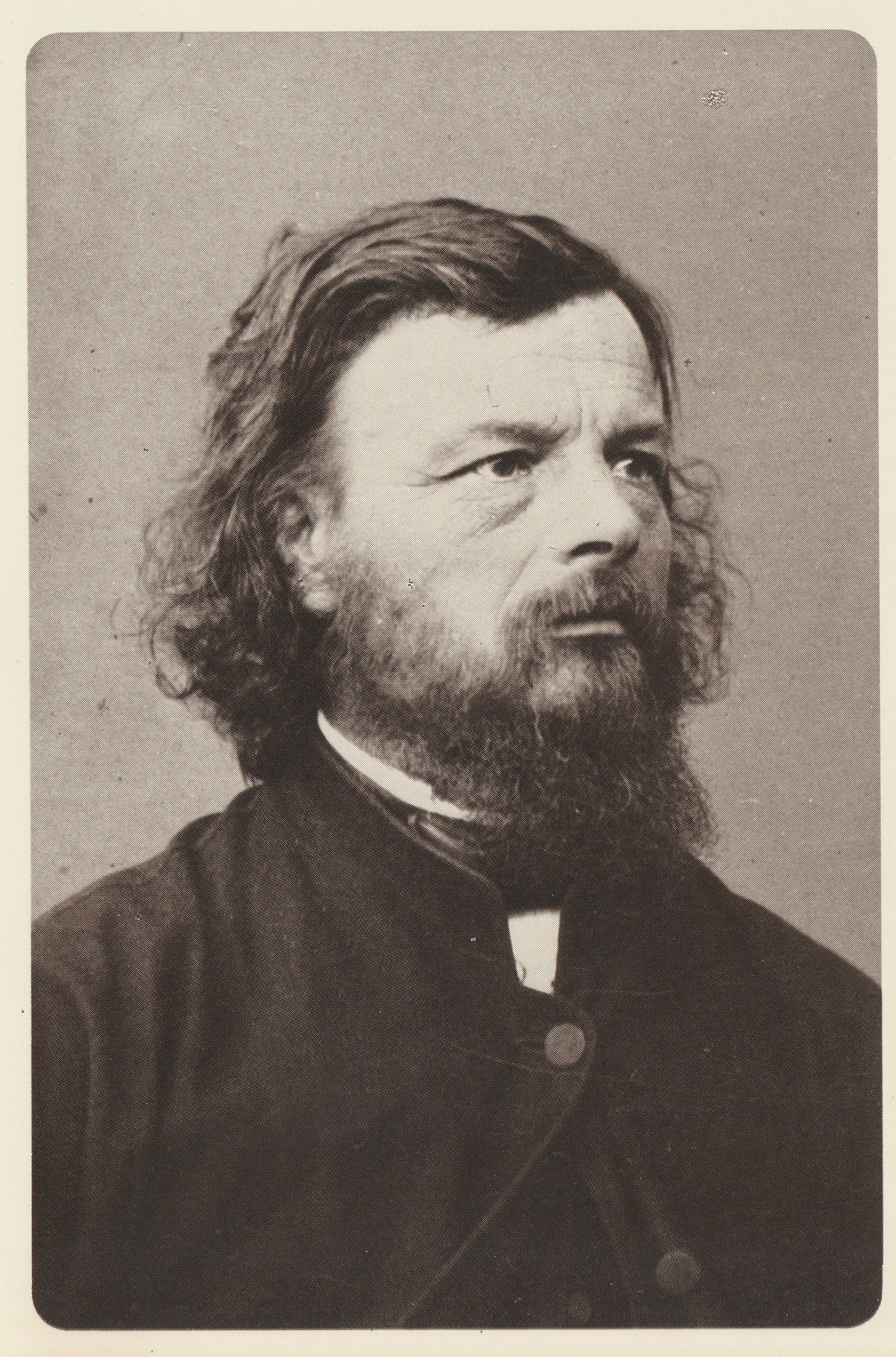
Franz Tappeiner (Foto Lorenz Bresslmair, vor 1883)

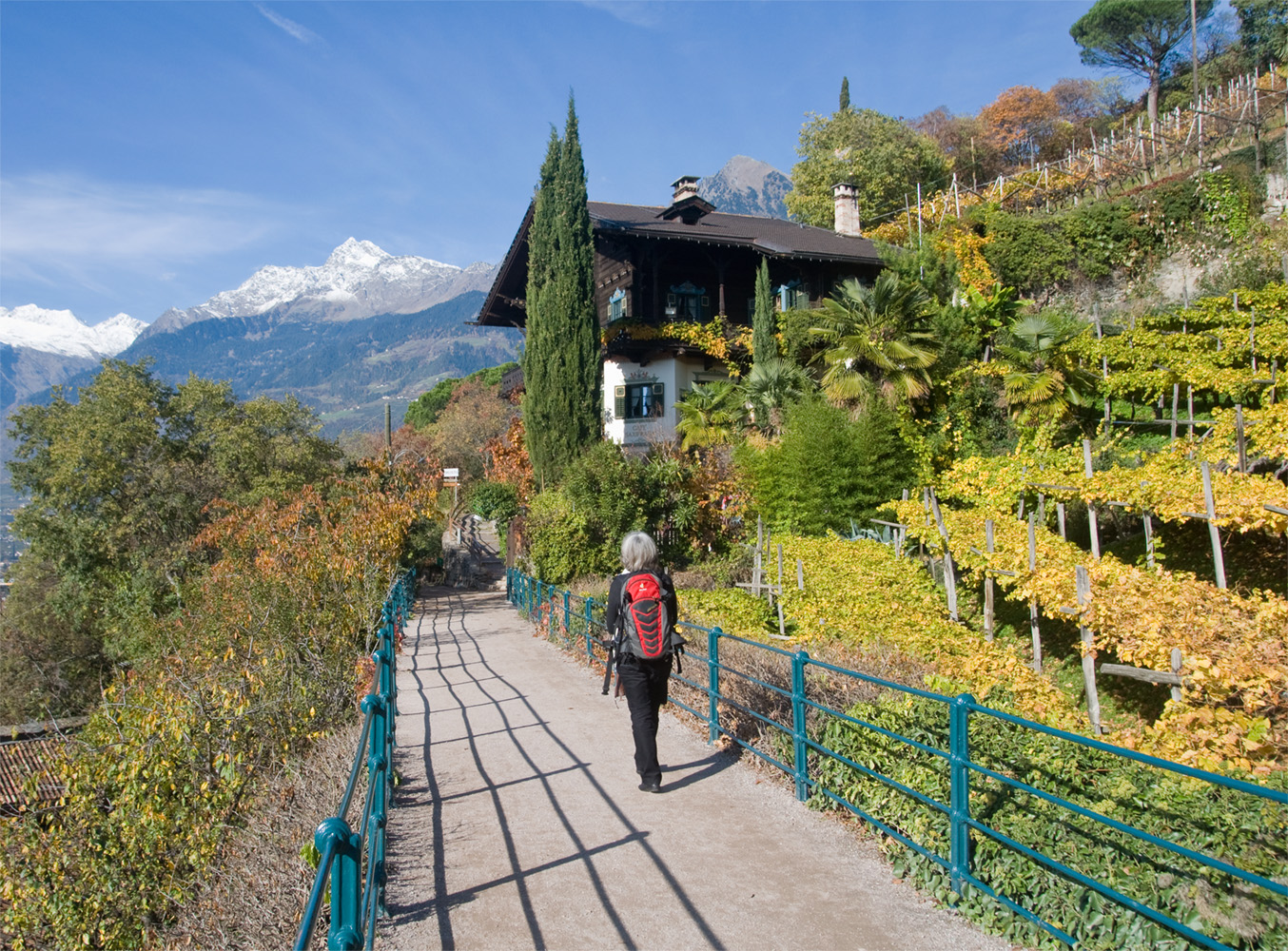
Tappeinerweg in Meran

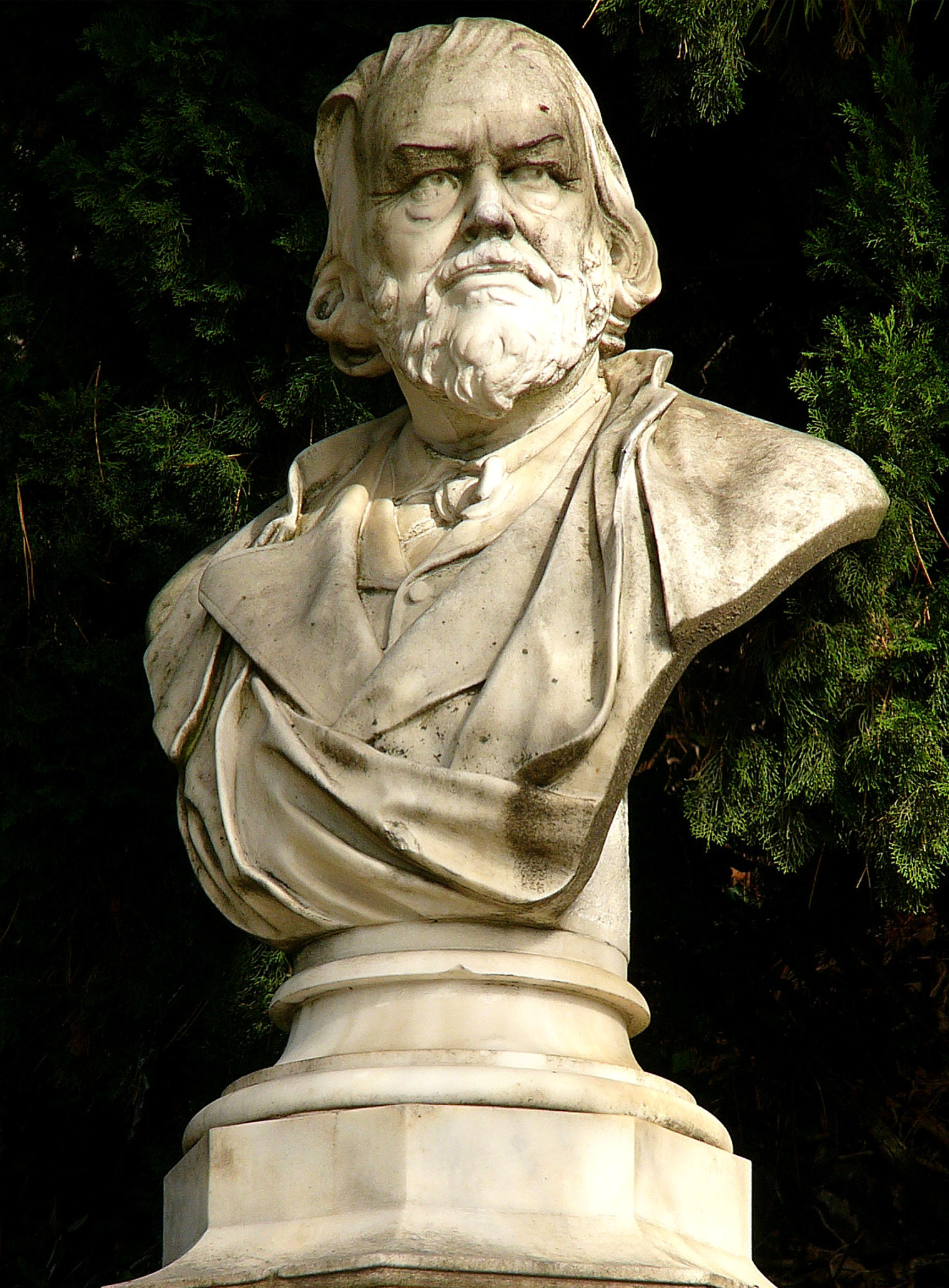
Büste von Franz Tappeiner an der Promenade in Meran, eine Arbeit von Julius Steiner

Franz Tappeiner (* 7. Januar 1816 in Laas, Südtirol; † 20. August 1902 in Meran) war ein österreichischer Arzt, Botaniker und Anthropologe. Sein botanisches Autorenkürzel lautet „Tapp.“

## Biographie
Franz Tappeiner kam als Sohn des Loretzhof-Bauern Josef und seiner Frau Katharina Lechthaler in Laas im Vinschgau zur Welt. Nach dem Besuch des Benediktinergymnasiums in Meran absolvierte er ein Medizinstudium und promovierte im Jänner 1843 in Wien. Zurück in Laas eröffnet er zunächst eine Arztpraxis, um 1846 nach Meran überzusiedeln, wo er Patienten aus der ganzen Habsburgermonarchie behandelte. Als Kurarzt praktizierte er auch mit Erfolg neue Heilmethoden. Aus der 1847 mit Mathilde von Tschiderer geschlossenen Ehe gingen zwei Kinder hervor: Hermann (1847–1927), späterer Mediziner und Pharmakologe, und Hedwig (1849–1929). Nach der Niederlage bei der Wahl zur Frankfurter Nationalversammlung 1848 widmete er sich ausschließlich seiner Arztpraxis mit dem Ziel, in der Kurstadt eine angemessene sanitäre Infrastruktur aufzubauen, so etwa als Mitbegründer einer Molkenkuranstalt. Auch kommunalpolitisch engagierte sich Tappeiner als Mitglied der Kurvorstehung und gestaltete die Meraner Kurordnung mit. Nach dem Tod seiner Ehefrau 1878 wandte er sich der Anthropologie zu. Eine von ihm angelegte Schädelsammlung befindet sich heute im Naturhistorischen Museum in Wien. Im Jahre 1898 verlieh ihm Kaiser Franz Joseph den vererbbaren Adelstitel Edler von Tappein.
Tappeiner betätigte sich auch als Botaniker. Er beschrieb und herbarisierte über 6000 Pflanzen und legte auf eigene Kosten den Tappeinerweg an, eine nach zweimaliger Erweiterung nun fast sechs Kilometer lange Promenade in Meran und Dorf Tirol. Der Tappeinerweg liegt am Hang des Küchelbergs etwa 100 m über dem Meraner Talkessel; er bietet bei sichtigem Wetter Ausblick auf die Stadt Meran und ist reich mit mediterranen Bäumen und Sträuchern bepflanzt.
Im Jahr 1886 wurde Franz Tappeiner die Ehrenbürgerschaft der Stadt verliehen, nachdem er 2000 Gulden für gemeinnützige und wohltätige Zwecke gespendet hatte. Am 19. August 1902 verstarb Tappeiner an seinem Wohnsitz, dem Ansitz Reichenbach, in Obermais.

## Der Arzt Franz Tappeiner
Nach dem Abschluss des Medizinstudiums an der Universität Wien am 31. Januar 1843 eröffnete er im Juni des Jahres in seinem Heimatort Laas eine Arztpraxis mit einer angeschlossenen kleinen Apotheke. Vor allem als Chirurg und Augenarzt, aber auch aufgrund seiner Behandlung des Fleckfiebers wurde er hoch geschätzt.
Ende 1846 übersiedelte er nach Meran, wo er positive Wirkungen des lokalen Klimas bei der Behandlung von nervösen Störungen, Blutarmut und Lungenleiden beobachtete. Er legte sein Augenmerk auf die Übertragung der Lungentuberkulose und kam bereits vor der Entdeckung des Tuberkelbazillus durch Robert Koch zum Schluss, dass die Ansteckung über die Luft bzw. durch Einatmung erfolgt. Als 1855 eine Cholera-Epidemie ausbrach, veröffentlichte Tappeiner eine Schrift, um die Bevölkerung zu beruhigen, indem er über Vorbeugung, Ansteckung und Behandlung der Cholera informierte.

## Botanik und Anthropologie
Bereits während seiner Studienzeit in Prag widmete sich Franz Tappeiner der Botanik und begann, botanische Belege aus ganz Tirol zu sammeln. Sein Herbarium belief sich schließlich auf 3624 Pflanzenarten. Er versuchte, auf botanischem Gebiet eine wissenschaftliche Laufbahn einzuschlagen und bewarb sich erfolglos um die Stelle als wissenschaftlicher Assistent am botanischen Institut der Universität Wien. Vor einer geplanten, aber nie durchgeführten Expedition nach Sumatra schenkte er ein Herbarium dem Ferdinandeum in Innsbruck.
Anthropologische Studien schließlich führten ihn durch ganz Tirol bis in das Gebiet der Sieben Gemeinden, um mit Hilfe von Messungen an 4935 Schädeln und 3185 Köpfen den Ursprung der Lokalbevölkerung zu bestimmen. Seine Schädelsammlung befindet sich heute im Naturhistorischen Museum in Wien. In seinen letzten Lebensjahren fasste Franz Tappeiner seine Forschungsergebnisse in zahlreichen Schriften zusammen.

## Der Tappeinerweg
Nach der Fertigstellung der Passeirer Straße im Jahr 1891 schlug Franz Tappeiner dem Meraner Bürgermeister Roman Weinberger sowie dem Kur Vorsteher Wilhelm von Pernwerth vor, eine Promenade zu errichten, die von der Gilf aus den Pulverturm erreicht und über Serpentinen wieder zum Rathaus führen sollte. Die Idee fand einhellig Zustimmung, und der Stadtrat beschloss, die neue Promenade nach ihrem Stifter zu benennen. Die Arbeiten an der Anlage des Tappeinerweges begannen am 13. April 1892. Projektanten waren der Ingenieur Falkenstein sowie der Stadtingenieur Karl Huber. Den Zuschlag für die Bauausführung erhielten die Firmen Covi und Tomasini. Gartenbaudirektor Julius Hermer wurde mit der Auswahl der Bepflanzung beauftragt. Die offizielle Eröffnung des Tappeinerweges am 18. November 1893 geht mit der Einweihung des Denkmals zu Ehren seines Stifters und Geldgebers einher. Große Teile der Bevölkerung waren bei der bedeutenden Feier zugegen. Obwohl er die Anlage des Weges finanziert hatte, blieb der menschenscheue und zurückhaltende Franz Tappeiner der Feierlichkeit fern.

## Ehrungen

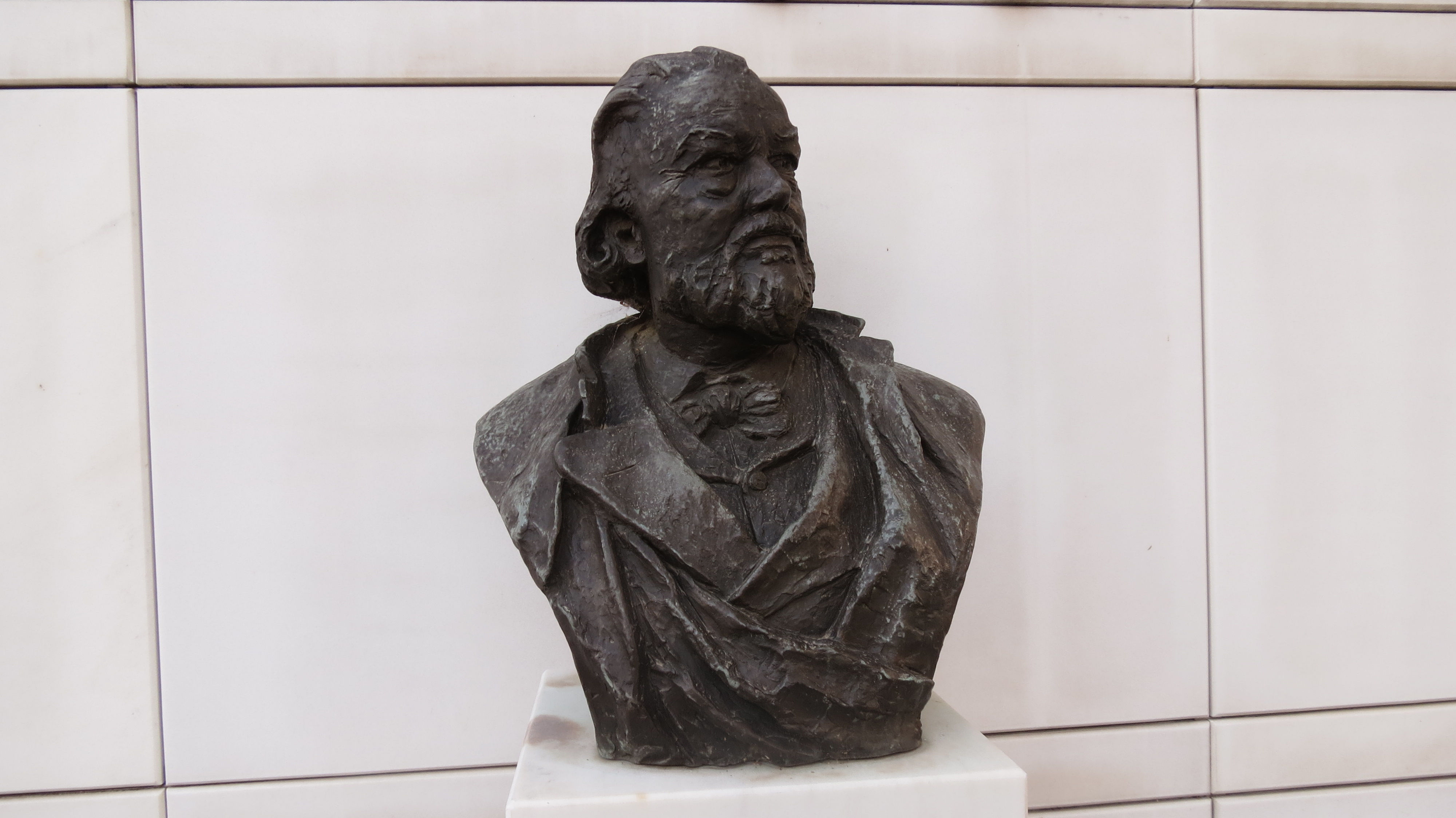
Tappeinerbüste vor dem Krankenhaus Meran

Neben dem Tappeinerweg sind auch der Tappeinersteg in Meran, eine Grundschule sowie das lokale Krankenhaus nach ihm benannt worden. Am Tappeinerweg erinnert eine von Julius Steiner geschaffene Büste an ihn. Weitere Büsten befinden sich vor dem Krankenhaus Meran, welche anlässlich des 100. Geburtstages des Krankenhauses Meran am 9. September 2005 enthüllt wurde. Eine weitere befindet sich an der Winterpromenade von Meran.
Anlässlich des 200. Geburtstages Franz Tappeiners organisierte das Palais Mamming Museum im März 2016 eine Tagung im Pavillon des Fleurs in Meran. Der zweisprachige Tagungsband erschien im Juni 2017 mit dem Titel Franz Tappeiner. Kurarzt und Mäzen – Medico e mecenate.

## Werke
- Studien zur Anthropologie Tirols und der Sette Comuni. 1883. (online)
- Der europäische Mensch und die Tiroler. 1896.